# Anolis anchicayae
Espèce
Synonymes
- Dactyloa anchicayae (Poe, Velasco, Miyata & Williams, 2009)

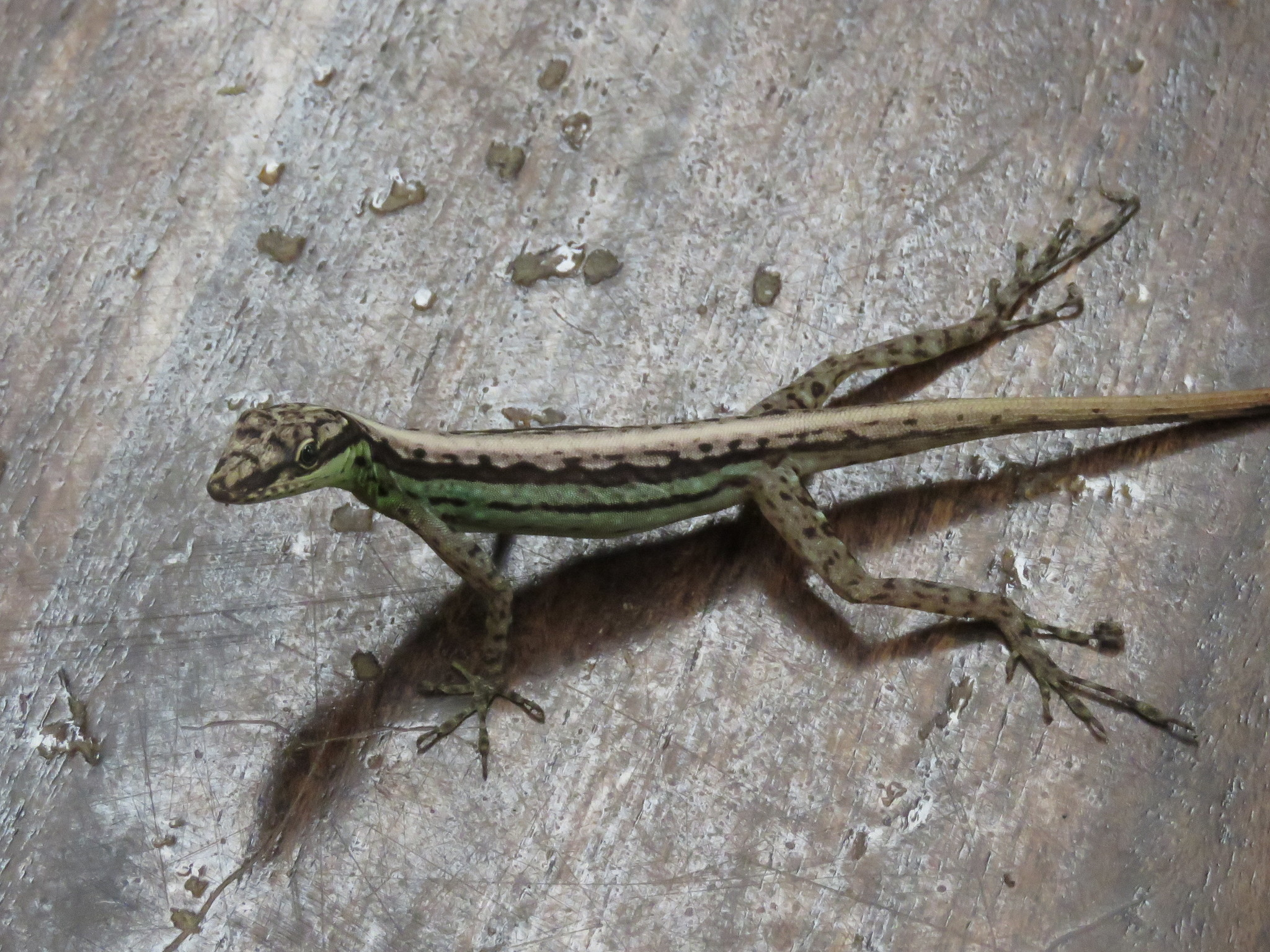
Anolis anchicayae.

Anolis anchicayae est une espèce de sauriens de la famille des Dactyloidae.

## Répartition
Cette espèce est endémique de Colombie.

## Étymologie
Son nom d'espèce lui a été donné en référence au lieu de sa découverte, le río Anchicayá.

## Publication originale
- Poe, Velasco, Miyata & Williams, 2009 : Descriptions of two nomen nudum species of Anolis lizard from Northwestern South America. Breviora, no 516, p. 1-16 (texte intégral).